# Suryoyo Sat
Suryoyo Sat  är en syriansk TV-kanal som sänder från Södertälje. Suryoyo Sat har tittare världen över, och sänds på flera språk. Suryoyo Sat sänds i över 83 länder och flera program och nyhetssändningar sänds på moderspråket syrianska.